# 狼窝铺站
狼窝铺站位于中华人民共和国河北省唐山市滦州市榛子镇狼窝铺村，是一个京哈铁路和津山铁路上的铁路车站，建于1975年，隶属于中国铁路北京局集团唐山车务段管辖，目前为三等站。车站目前仅办理列车接发业务，不办理客货运业务。

## 车站结构
狼窝铺站设有4条正线和4条到发线，京哈铁路和津山铁路呈“X”形相交。车站东西各设一条联络线，分别连接京哈-津山下行线和京哈-津山上行线。
| Ⅶ道      | 京哈铁路 下行列车通过线 |
| 5道      | 京哈铁路 列车           |
| 岛式站台 |                         |
| 3道      | 津山铁路 列车           |
| Ⅰ道      | 津山铁路 下行列车通过线 |
| 4道      | 津山铁路 列车           |
| Ⅱ道      | 津山铁路 上行列车通过线 |
| 岛式站台 |                         |
| Ⅵ道      | 京哈铁路 上行列车通过线 |
| 8道      | 京哈铁路 列车           |
|          | 车站站房                |